# Сибирски смеђи леминг
Сибирски смеђи леминг (лат. Lemmus sibiricus) је врста глодара (Rodentia) из породице хрчкова (Cricetidae). 

## Распрострањење
Ареал врсте је ограничен на мањи број држава. Врста има станиште у Канади, Русији и Сједињеним Америчким Државама.

## Станиште
Станишта врсте су шуме, мочварна и плавна подручја, тундра и брдовити предели.

## Начин живота
Број младунаца које женка доноси на свет је обично 5-6, 4-5 пута годишње. Сибирски смеђи леминг прави јазбине и тунеле. Храни се биљкама.

## Угроженост
Ова врста није угрожена, и наведена је као последња брига јер има широко распрострањење.